# Aurelio Biassoni
Aurelio Biassoni (Milano, 12 giugno 1912 – 24 aprile 1950) è stato un calciatore italiano, di ruolo centrocampista.

## Carriera
Ha esordito nella massima serie il 24 aprile 1932 nella partita Fiorentina-Ambrosiana Inter (3-0). Ha giocato in Serie B con le maglie di Atalanta e Pavia.

## Palmarès

### Club

#### Competizioni nazionali
- Prima Divisione: 1

Pavia: 1932-1933

#### Competizioni regionali
- Campionato italiano di terza divisione: 1

Corbetta: 1929-1930